# Luigina Bissoli
Luigina Bissoli (Vigonza, Vèneto, 21 de gener de 1956) va ser una ciclista italiana que va combinar el ciclisme en pista amb la carretera. Va guanyar medalles als Campionats del món de les dues especialitats.

## Palmarès en ruta
- 1975
  -  Campiona d'Itàlia en ruta
- 1976
  - 1r a la Targa Crocifisso
- 1977
  -  Campiona d'Itàlia en ruta